# Tann (Schonwald)
Das Gebiet Tann ist ein mit Verordnung vom 4. März 2004 durch die Körperschaftsforstdirektion Tübingen ausgewiesener Schonwald (Schutzgebiet-Nummer 200268) südlich von Hausen am Tann im Zollernalbkreis in Baden-Württemberg.

## Lage
Das Schutzgebiet befindet sich zwischen Tanneck und Hausen am Tann und gehört zum Landschaftsschutzgebiet Großer Heuberg. Es liegt im Distrikt 1 „Tann“ in den Abteilungen 1, 2, 4, 5, 6 des Gemeindewaldes Obernheim und in Distrikt 1 „Tann“ in der Abteilung 1 des Gemeindewaldes Hausen a.T. Der Schonwald umfasst ganz oder teilweise die Flurstücke Nr. 3645 tw. (FW 31), 3649 tw., 3649/2 tw. (FW 13), 3656
tw. und 3657 auf Gemarkung Obernheim, Gemeinde Obernheim sowie einen Teil des Grundstücks 1044 auf Gemarkung Hausen a.T., Gemeinde Hausen a.T.
Ein Quellbach der Schlichem entspringt im Schonwald.
Im Schutzgebiet liegen siebzehn Biotope:
Schluchtwald "Ziegel" SO Hausen (Biotopnr. 278194171233),
Buchenwald SW Rappenstein (Biotopnr. 278194176735),
Felsen Rappenstein (Biotopnr. 278194171235),
Blockhalden am und W Rappenstein (Biotopnr. 278194176708),
Steinbruch SW Rappenstein (Biotopnr. 278194176709),
Blockwald SW Rappenstein (Biotopnr. 278194176710),
Strukturreicher Waldbestand Rappenstein (Biotopnr. 278194176203),
Rappenhalde (Biotopnr. 278194176204),
Felsen N Süßem Brünnele (Biotopnr. 278194176206),
Kalktuffquellen in der Rappenhalde (Biotopnr. 278194176712),
Felsen W Tannsteige (Biotopnnr. 278194176235),
Waldbestand Tanneck/Tannsteige (Biotopnr. 278194176207),
Bergbäche in der Rappenhalde (Biotopnr. 278194176205),
Schluchtwald in der Rappenhalde (Biotopnr. 278194176711),
Blockwald N Tanneck (Biotopnr. 278184176705),
Kiesgrube N Tanneck (Biotopnr. 278184176706),
SW "Tann" -Ahorn-Eschen-Blockwald (Biotopnr. 278184176151).

## Geologie
Die Felsen im Gebiet bestehen aus Kalk der Massenkalk-Formation des Weißen Jura und im ehemaligen Steinbruch im Gebiet wurde das bereits genannte Gestein abgebaut.

## Vegetation
Im Schonwald kommen laut Waldbiotopkartierung die folgenden Pflanzen vor:
Weiß-Tanne, Spitzahorn, Berg-Ahorn, Wolfs-Eisenhut, Gewöhnliche Haselwurz, Hirschzungenfarn, Braunstieliger Streifenfarn, Grünstieliger Streifenfarn,
Wechselblättriges Milzkraut, Zerbrechlicher Blasenfarn, Echter Wurmfarn, Rotbuche, Gemeine Esche, Waldmeister, Wald-Labkraut, Ruprechtskraut,
Großes Springkraut, Frühlings-Platterbse, Türkenbund, Ausdauerndes Silberblatt, Wald-Bingelkraut, Gemeine Fichte, Quirlblättrige Weißwurz,
Gelappter Schildfarn, Vogelbeere, Europäische Eibe, Sommerlinde, Bergulme, Feldahorn, Weiße Segge, Maiglöckchen, Stinkende Nieswurz,
Nickendes Perlgras, Kalk-Blaugras, Echte Mehlbeere, Mauerraute, Langblättriges Hasenohr, Alpen-Distel, Pfirsichblättrige Glockenblume,
Wald-Segge, Berg-Flockenblume, Kohldistel, Gemeine Hasel, Knabenkraut, Wald-Erdbeere, Gewöhnliche Goldnessel,
Gelber Enzian, Blutroter Storchschnabel, Händelwurzen, Gemeiner Efeu, Habichtskräuter, Gemeiner Wacholder, Breitblättriges Laserkraut,
Gewöhnlicher Hornklee, Pfennigkraut, Einblütiges Perlgras, Mauerlattich, Einbeere, Weiße Pestwurz, Ährige Teufelskralle,
Waldkiefer, Vielblütige Weißwurz, Hasenlattich, Hohe Schlüsselblume, Schlehdorn, Hahnenfuß, Hundsrose, Sal-Weide, Asch-Weide,
Schwarzer Holunder, Hain-Greiskraut, Alpen-Ziest, Rainfarn, Berg-Leinblatt, Huflattich, Große Brennnessel, Wolliger Schneeball,
Berg-Reitgras, Blut-Storchschnabel, Weiße Schwalbenwurz, Breitblättriger Dornfarn, Wald-Schwingel, Rote Heckenkirsche, Wald-Flattergras,
Stachelbeere, Tollkirschen, Roter Hartriegel, Echter Seidelbast, Zypressen-Wolfsmilch, Nordisches Labkraut, Waldgerste, Wald-Witwenblume,
Oregano, Roter Holunder, Fuchssches Greiskraut, Goldrute, Schwarze Königskerze, Wald-Veilchen, Kriechender Günsel,
Blaugrüne Segge, Gewöhnlicher Dornfarn, Johanniskräuter, Wald-Sauerklee, Wald-Ziest, Kleines Immergrün, Schwarzspecht, Bärlauch,
Schwarz-Erle, Wald-Zwenke, Sumpfdotterblume, Bitteres Schaumkraut, Rasen-Schmiele, Gewöhnlicher Wasserdost, Flutender Schwaden,
Gewöhnlicher Schneeball, Nesselblättrige Glockenblume, Stachel-Segge, Ährige Johannisbeere, Wald-Frauenfarn, Wassersterne, Hänge-Segge,
Gegenblättriges Milzkraut, Großes Hexenkraut, Sumpf-Schachtelhalm, Mädesüß, Thunbergs Storchschnabel, Eichenfarn, Rossminze,
Himbeere, Knotige Braunwurz, Bachbunge, Echte Nelkenwurz, Dünen-Sandlaufkäfer, Fieder-Zwenke, Ährige Glockenblume, Zweiblättrige Schattenblume,
Winterlinde, Große Brennnessel.

## Schutzzweck
Der Schutzzweck des Schonwalds ist gemäß Schutzgebietsverordnung
- die Erhaltung und Pflege der standortstypischen und naturnahen Laub-Nadel-Mischwälder im Buchen-Tannengebiet der Traufzone der Zollern- und Heubergalb mit der für die Stufenrandzone der Südwestalb charakteristischen Abfolge der Waldgesellschaften (Hangbuchen-, Berg- und Schluchtwälder mit reichem Baumartenspektrum aus Buche, Esche, Ahorn, Tanne / Fichte, Linde, Ulme und Eibe sowie örtlich Steppenheidewälder mit Eiche, Elsbeere und Mehlbeere oder auch Übergänge in Wacholderheiden);
- Bestandssicherung der im Schonwald „Plettenkeller“ vorhandenen Kalkmoder-Fichtenwälder;
- Habitatsicherung für die in den jeweiligen Mischwäldern typischen und seltenen Arten von Flora und Fauna.
- Beitrag zur Erhaltung der biologischen Vielfalt in Europa durch Schutz des Lebensraums „Schlucht- und Hangmischwälder“ und Schutz des kleinflächigen Vorkommens des Lebensraums „Bodensaure Nadelwälder“;

## Betreuung
Wissenschaftlich betreut wird der Schonwald durch die Forstliche Versuchs- und Forschungsanstalt Baden-Württemberg (BVA).